# لوکزامبورگ (کانتون)
ایالت لوکزامبورگ (به لاتین: Luxembourg Canton) کانتونی در کشور لوکزامبورگ است که در Luxembourg District واقع شده‌است.

## خصوصیات
لوکزامبورگ ۲۳۸٫۴۶ کیلومترمربع مساحت و ۱۲۶٬۹۴۰ نفر جمعیت دارد.